# Sandra Bullock
Pour les articles homonymes, voir Bullock.
Ne doit pas être confondu avec Sondra Locke.
Sandra Bullock[ˈsændɹə ˈbʊlək], née le 26 juillet 1964 à Arlington en Virginie, est une actrice, productrice, réalisatrice et scénariste américano-allemande.
Après avoir tenu le premier rôle féminin dans Demolition Man aux côtés de Sylvester Stallone en 1993, sa carrière décolle l'année suivante grâce au film Speed, avec Keanu Reeves. Elle enchaîne avec le premier rôle de Traque sur Internet (1995) et le premier rôle dans Le Droit de tuer ? (1996). Elle tourne sans Keanu Reeves dans Speed 2 : Cap sur le danger (1998), film qui est un échec commercial.
Elle est ensuite tête d'affiche dans des comédies romantiques : L'Amour à tout prix (1995), avec Bill Pullman, Le Temps d'aimer (1997), aux côtés de Chris O'Donnell, Ainsi va la vie (1998), avec Harry Connick Jr., Les Ensorceleuses (1998), Un vent de folie (1999), avec Ben Affleck, Miss Détective (2000), L'Amour sans préavis (2002), avec Hugh Grant.
Elle joue dans des seconds rôles dans des drames notamment Collision (2005) ou Scandaleusement célèbre (2006).
Sa carrière connaît un second souffle en 2009 grâce à La Proposition et à The Blind Side, ce dernier film lui permettant d'obtenir l'Oscar de la meilleure actrice en 2010. Elle confirme en 2013, en partageant l'affiche de la comédie policière Les Flingueuses (2013) avec Melissa McCarthy, puis Gravity d'Alfonso Cuarón, qui lui vaut une seconde nomination au Oscar.
En 2018, elle joue aux côtés de Cate Blanchett et d'Anne Hathaway dans Ocean's 8 de Gary Ross, puis porte le film d'horreur Bird Box de Susanne Bier. Elle revient en 2022 dans Le Secret de la Cité perdue d'Aaron et Adam Nee.
Elle est une des personnalités préférées des Américains, notamment en raison de son humilité.

## Biographie

### Origines familiales et enfance
Elle est la fille d'un père américain militaire (par la suite professeur de chant) et d'une mère allemande cantatrice.
Elle passe la grande partie de son enfance en Europe, particulièrement en Allemagne (elle parle couramment l'allemand), suivant les déplacements professionnels de sa mère. Elle tient à l'occasion de petits rôles de fond de scène (gitane)[pas clair] ou bien est choriste avec sa soeur Gesine Bullock-Prado (en), ce qui lui donne l'envie de devenir actrice.

### Formation professionnelle et débuts
Elle fréquente le lycée Washington-Liberty High School (en) situé dans le Comté d'Arlington en Virginie, où elle est pom-pom girl et joue dans des pièces de théâtre et sort diplômée en 1982.
En 1987, elle sort diplômée de l'université de l'Est de la Caroline à Greenville, en Caroline du Nord, où elle obtient un BFA en art dramatique.
Elle prend part à New York à des spectacles « off-Broadway » comme No Time Flat, ainsi qu'à de petites productions cinématographiques[réf. nécessaire], habituellement balayées de manière très pudique de sa filmographie officielle[pas clair].

### Débuts
Son premier titre de gloire[réf. nécessaire] est de reprendre le rôle de Melanie Griffith dans la série télévisée Working Girl (en), spin-off du film homonyme. N'y trouvant pas son compte[pas clair], Sandra Bullock déménage à Los Angeles.

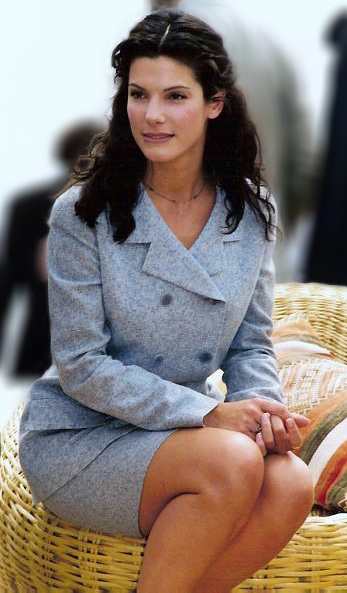
Sandra Bullock au Festival de Cannes 1996 pour la promotion du film Le Temps d'aimer.

Au début des années 1990, le cinéma offre peu d'opportunités à Sandra Bullock, l'actrice ne jouant que de petits rôles dans des films à petits budgets.

### Révélation (années 1990)
En 1993, elle obtient le rôle du lieutenant Lenina Huxley, personnage principal féminin dans le film d'action Demolition Man, aux côtés de Sylvester Stallone et Wesley Snipes. Elle confirme dans ce cinéma commercial l'année suivante, mais pour un rôle plus développé : dans le blockbuster à succès de l'été 1994, Speed, elle incarne, aux côtés de Keanu Reeves, une conductrice de bus improvisée aux prises avec un dangereux terroriste (Dennis Hopper) menaçant de faire exploser le véhicule si celui-ci ralentit. Le rôle la révèle au grand public et l'actrice enchaîne alors les projets.
En 1995, elle est la tête d'affiche de la comédie romantique L'Amour à tout prix face à Bill Pullman, puis du thriller Traque sur Internet. L'année suivante, elle fait partie du casting du thriller judiciaire Le Droit de tuer ?, adaptation d'un best-seller de John Grisham signée Joel Schumacher. Elle va aussi au Festival de Cannes présenter le mélodrame Le Temps d'aimer de Richard Attenborough. Cependant, le film est éreinté par la critique. Débute alors une succession d'échecs critiques pour l'actrice.
En 1997, Speed 2 : Cap sur le danger, auquel Keanu Reeves a refusé de participer, est un flop critique et commercial.
En 1998, la comédie dramatique Ainsi va la vie de Forest Whitaker, qui marque ses débuts de productrice, amassant  80 millions de dollars de recettes dans le monde. La même année, le film fantastique Les Ensorceleuses, qu'elle produit et dont elle partage l'affiche avec Nicole Kidman, est un échec commercial et critique. Cependant, le film devient culte,,,.
En 1999, elle revient à la comédie romantique avec Un vent de folie, avec Ben Affleck.

### Progression (années 2000)
L'année 2000 relance la carrière de Sandra Bullock. Si la comédie dramatique chorale Mafia parano, de Eric Blakeney (en), qu'elle produit, passe inaperçue, elle parvient à surprendre par son interprétation d'une alcoolique dans le drame indépendant 28 jours en sursis, malgré un flop critique et commercial du film lui-même. Mais à la fin de l'année, sort une comédie d'action qu'elle produit et dont elle tient le rôle-titre, Miss Détective, réalisée par Donald Petrie. Avec 212 millions de dollars de recettes dans le monde, le film est un succès commercial et sa performance lui vaut tout de même une nomination aux Golden Globes dans la catégorie meilleure actrice. Le film est considéré comme culte,.
Elle fait son retour en 2002 avec trois longs-métrages : tout d'abord le thriller Calculs meurtriers aux côtés de Ryan Gosling, qui est présenté au Festival de Cannes 2002. Puis, elle partage l'affiche de la comédie romantique L'Amour sans préavis avec Hugh Grant. Le film rapporte plus de 200 millions de dollars. Enfin, elle fait partie du casting choral de la comédie dramatique Les Divins Secrets, de Callie Khouri.
Elle fait un grand écart entre 2004 et 2005 : elle fait d'abord partie de la large distribution du drame choral Collision, qui lui permet de retrouver les faveurs de la critique, onze ans après Le Droit de tuer ?. Le film est récompensé aux Screen Actors Guild Awards, puis elle revient ensuite dans le rôle de l'inspectrice Gracie Hart pour Miss FBI : Divinement armée. Le film est éreinté par la critique.

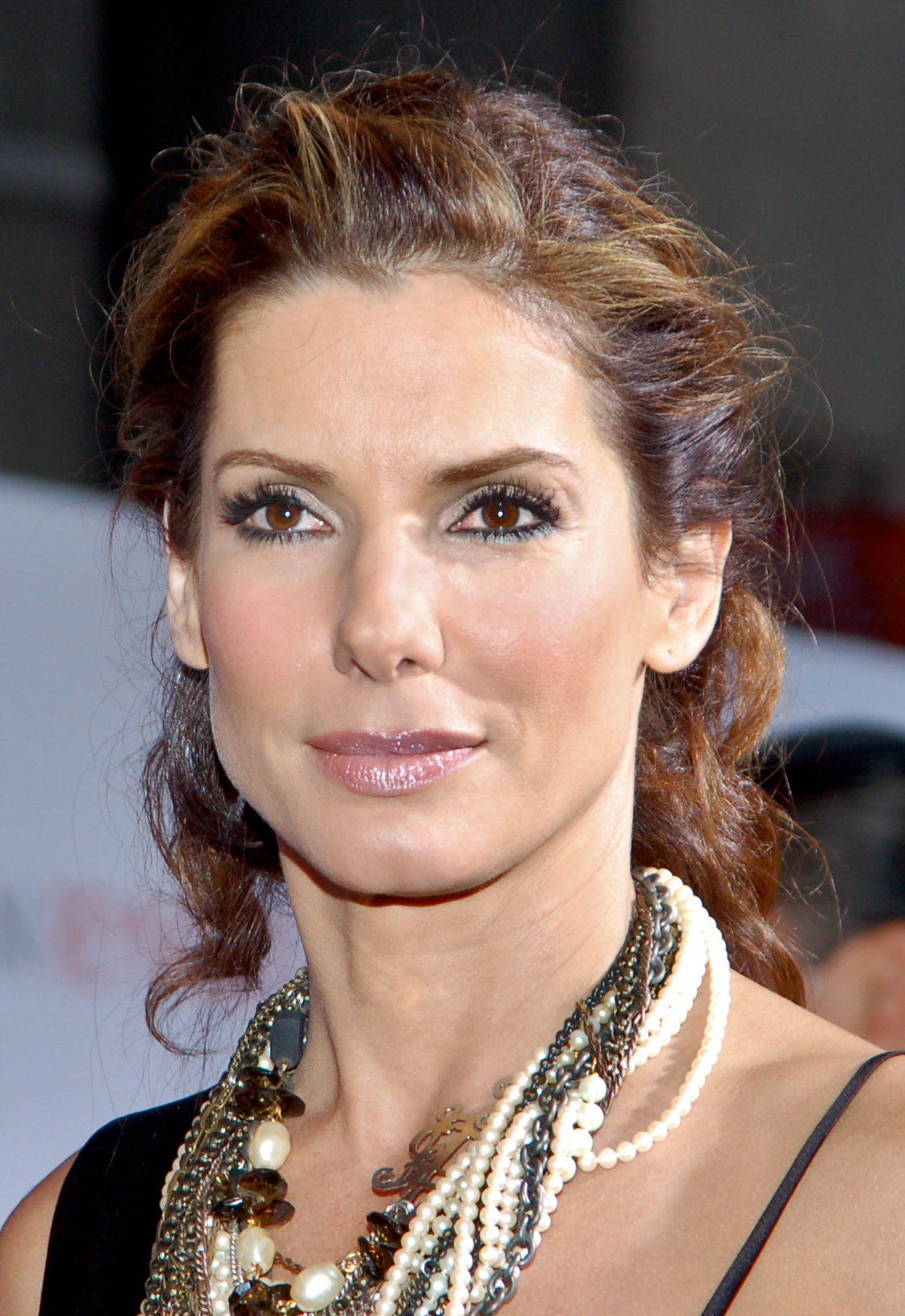
Sandra Bullock a l'avant-première de La Proposition en juin 2009.

En 2006, elle partage l'affiche du mélodrame fantastique Entre deux rives avec Keanu Reeves, marquant leurs retrouvailles, douze ans après Speed. Cette fiction épistolaire de Alejandro Agresti est un succès, en obtenant des critiques positives, tout en récoltant plus de 115 millions de dollars de recettes mondial. Par ailleurs, elle participe dans un second rôle au drame indépendant Loverboy, réalisé par l'acteur Kevin Bacon. Elle renoue enfin avec la critique en prêtant ses traits à Harper Lee dans un biopic consacré à Truman Capote, Scandaleusement célèbre, de Douglas McGrath.
L'année suivante, elle est la tête d'affiche d'un nouveau flop critique et commercial, le thriller fantastique Premonition, de Mennan Yapo. Cette même année, elle est pourtant classée comme la 14e célébrité féminine la plus riche avec une fortune évaluée de 85 millions de dollars américains.
Mais l'année 2009 lui permet d'accéder à la reconnaissance critique, elle partage l'affiche de la comédie romantique à succès La Proposition avec Ryan Reynolds. Ce long-métrage, dont elle est aussi la productrice exécutive, rapporte plus de 160 millions de dollars au box-office américain et lui vaut une nomination aux Golden Globes dans la catégorie meilleure actrice dans un film musical ou une comédie.

### Reconnaissance critique (années 2010)
En 2010, Sandra Bullock est la vedette du mélodrame The Blind Side, de John Lee Hancock. Le film est non seulement un succès commercial sur le territoire américain, et vaut à l'actrice le Golden Globe de la meilleure actrice dans un film dramatique ainsi que l'Oscar de la meilleure actrice.
Cette même année, la comédie All About Steve dans laquelle elle incarne une brillante verbicruciste est laminée par la critique et lui vaut le Razzie Awards de la pire actrice. Elle va chercher sa récompense, comme le fit Halle Berry pour Catwoman. Ce titre fait d'elle l'unique star à avoir remporté le prix de la meilleure et de la pire actrice la même année.
D'après le magazine Forbes, elle est l'actrice la mieux payée d'Hollywood en 2010 avec des revenus estimés à 56 millions de dollars américains.
À la suite de cette consécration, elle tourne beaucoup moins et choisit ses projets avec attention.

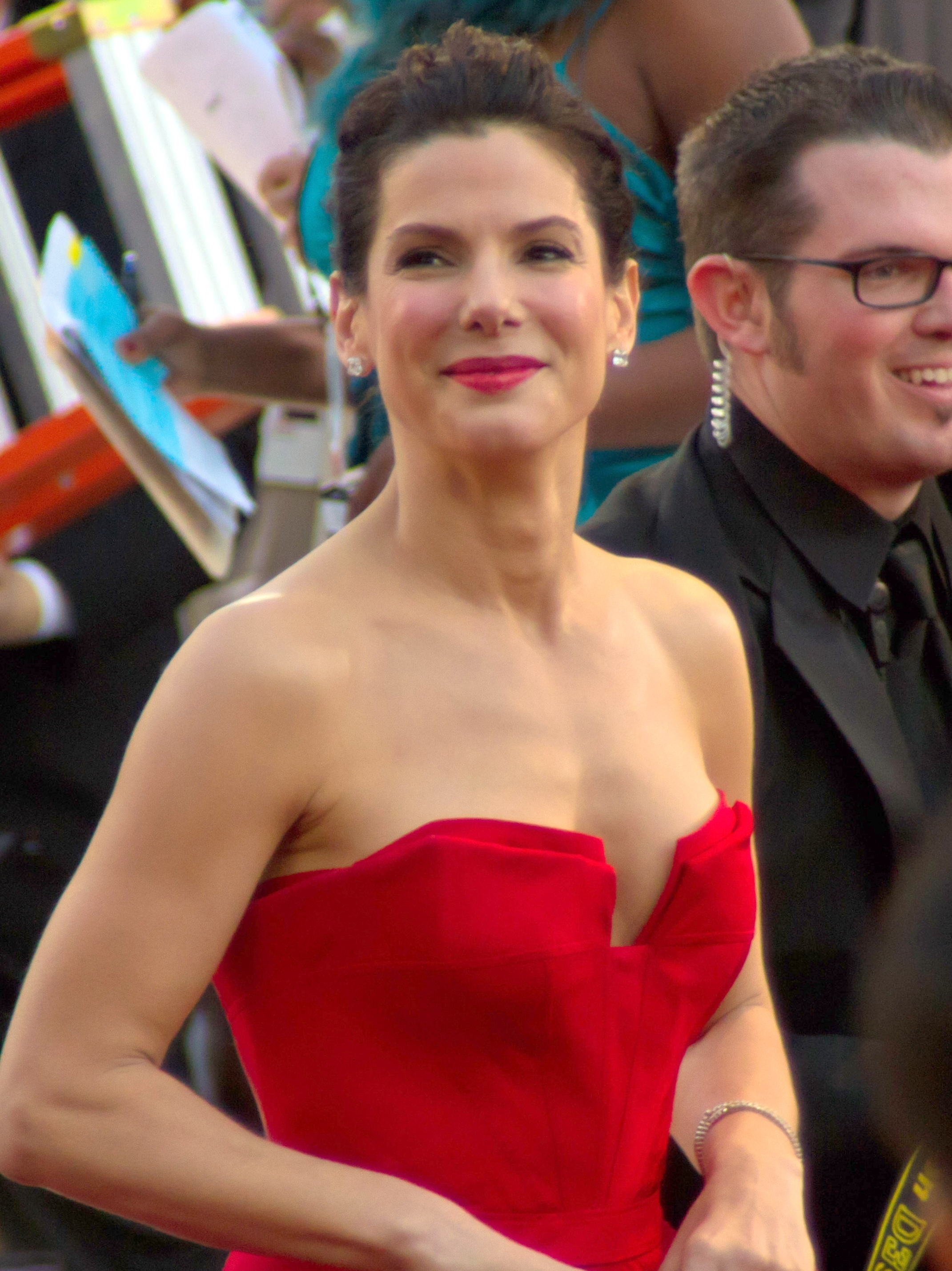
Sandra Bullock aux Oscars du cinéma 2011.

En 2011, elle se contente d'un second rôle dans le mélodrame Extrêmement fort et incroyablement près, de Stephen Daldry, aux côtés de Tom Hanks. Elle y joue la mère d'un enfant dont le père est mort lors des attentats du 11 septembre. Le film divise la critique mais se démarque avec deux nominations lors des Oscars 2012.
L'année 2013 la voit être tête d'affiche de deux gros succès : elle partage d'abord l'affiche de la comédie d'action Les Flingueuses avec la révélation comique du moment, Melissa McCarthy. Le film connaît un large succès au box office. Puis, elle renoue avec les hauteurs de la critique, grâce au blockbuster de science-fiction Gravity dont elle tient le premier rôle. Sa performance, l'amenant à évoluer quasiment seule à l'écran durant tout le film, lui vaut une seconde nomination à l'Oscar de la meilleure actrice.
En avril 2015, elle est élue « plus belle femme du monde » par le magazine américain People, titre qu'elle juge « ridicule » en déclarant que la « vraie beauté est discrète, ». La même année, elle prête sa voix pour le film d'animation Les Minions, qui obtient d'excellentes critiques, tout en rapportant plus d’1 milliard de dollars de recettes au box office mondial. En cette même année, elle tient le rôle principal de la comédie dramatique David Gordon Green, Que le meilleur gagne, dont elle est aussi productrice. Le film est cependant un échec critique et commercial.
En 2018, elle fait son grand retour avec une autre suite elle est la leader du blockbuster Ocean's 8, aux côtés de deux autres actrices oscarisées — Cate Blanchett et Anne Hathaway — et d'une poignée de personnalités phares du moment : les actrices de télévision Mindy Kaling et Sarah Paulson, les chanteuses Rihanna et Awkwafina, et enfin la vétérane Helena Bonham Carter. Le film reçoit des critiques plutôt mitigées,, mais récolte 298 millions de dollars de recettes dans le monde. Elle est aussi l'héroïne du film d'horreur post-apocalyptique Bird Box dans lequel elle donne la réplique à Rosa Salazar, John Malkovich et retrouve Sarah Paulson sous la direction de Susanne Bier. Le long métrage est distribué par la plateforme Netflix,,.

### Décennie 2020
En 2022, elle fait son retour au cinéma dans Le Secret de la Cité perdue d'Aaron Nee et Adam Nee. Le film, qui mélange comédie et aventures, reçoit des critiques positives et engendre plus de 192 million de dollars de recettes mondiales,.
Une suite du film de 1998 avec Nicole Kidman Les Ensorceleuses, Practical Magic 2 est annoncée. Le film est coproduit par les deux actrices vedettes.

### Vie privée
Sandra Bullock a eu une brève relation avec l'acteur Ryan Gosling, rencontré sur le tournage du thriller Calculs meurtriers, en 2002.
En juillet 2005, elle se marie près de Santa Barbara avec Jesse G. James, patron de West Coast Choppers et star de la téléréalité Monster Garage. Après avoir découvert en mars 2010 l'infidélité de son mari avec une stripteaseuse, elle entame une procédure de divorce. Il est prononcé en juin 2010.

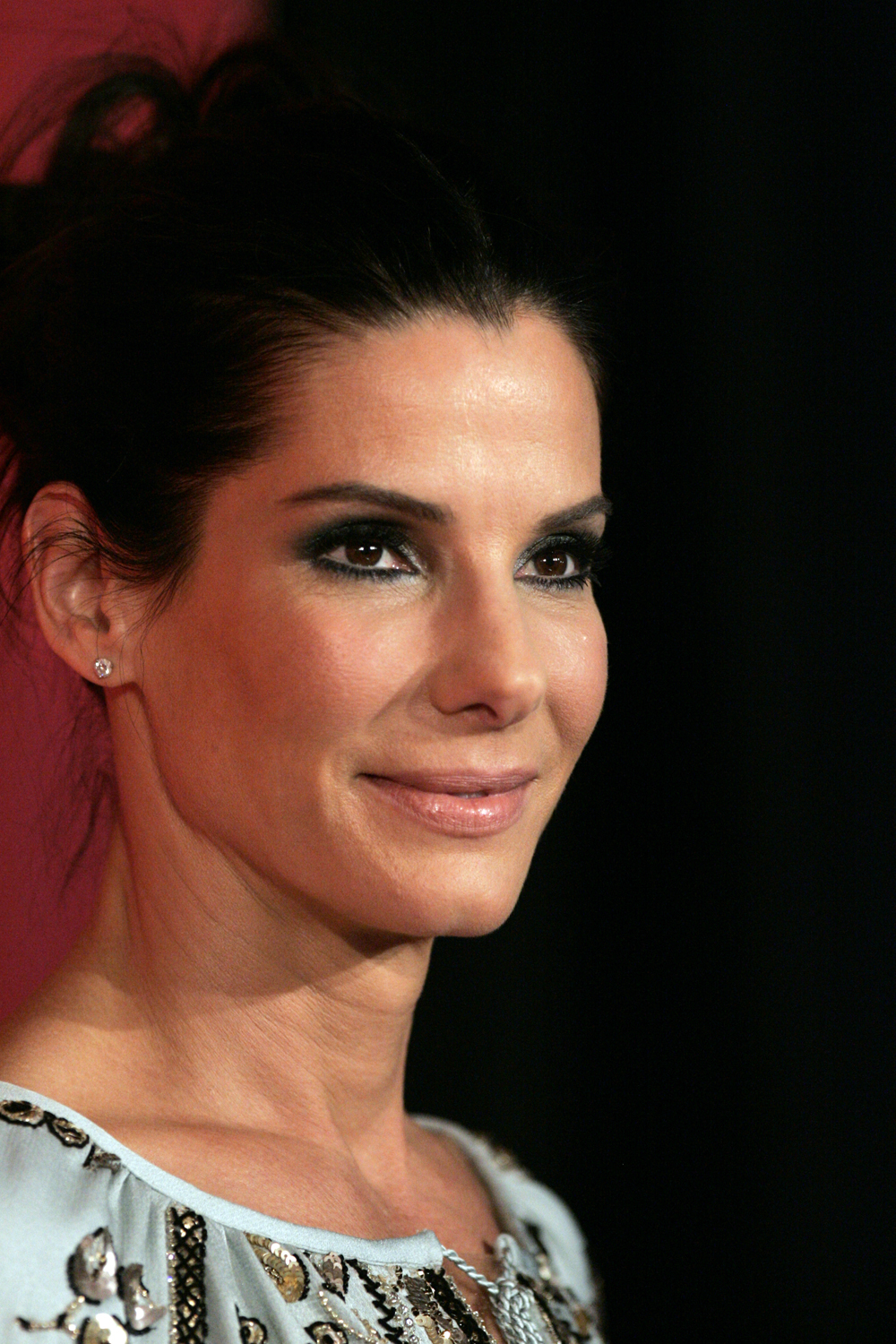
Sandra Bullock en 2013.

Installée au Texas, elle recueille un bébé de huit mois né en janvier 2010, dont l'adoption par l'actrice est légalisée en août 2010. Début octobre 2015, elle adopte un second enfant, une petite fille âgée de trois ans, dont l'adoption est légalisée au mois de décembre.
Dans une interview au magazine People, elle explique qu'elle « soutient Jesse dans sa décision de commencer une nouvelle vie à Austin ». « Nous sommes tous les deux passés à autre chose et nous voulons seulement le mieux pour chacun. Tout ce qui se dit d'autre sur mon compte est erroné », a-t-elle confié.
Depuis 2015, elle est en couple avec le photographe Bryan Randall,.
En 2018, un homme qui harcelait l'actrice se suicide après l'intervention de la police à son domicile. Il avait été arrêté après s'être introduit chez l'actrice, porteur d'une lettre qu'il souhaitait lui remettre et dans laquelle il avait écrit « Tu es ma femme d'après la loi, la loi de Dieu et tu m'appartiens. » L'actrice avait dû s'enfermer dans une pièce de sa maison jusqu’à l'intervention de la police. Elle avait déclaré par la voix de ses avocats ne plus se sentir en sécurité chez elle.
La même année, l'actrice proteste à propos de l'adoption et la situation des enfants qui se trouvent en famille d'accueil, citant ses propres expériences comme moteur de son engagement. Dans ce même entretien, elle évoque le stress post-traumatique dont souffre sa fille à cause des paparazzi.
En 2019, sur le plateau de l'émission d'Ellen DeGeneres, The Ellen DeGeneres Show, elle avoue être tombée amoureuse de sa co-star Keanu Reeves sur le tournage du film Speed en 1993, mais qu'elle a été trop timide pour le lui avouer. Cinq mois plus tard, l'acteur, reçu dans la même émission, avoue lui aussi être tombé amoureux d'elle.
Le 5 août 2023, Bryan Randall, compagnon de l’actrice depuis 2015, décède de la maladie de Charcot,.

## Filmographie

### Actrice

#### Cinéma

##### Années 1980
- 1987 : Hangmen de J. Christian Ingvordsen (de) : Lisa Edwards
- 1989 : Who Shot Pat? (en) de Robert Brooks : Devlin Moran
- 1989 : Brouilles et Embrouilles (A Fool and His Money) de Daniel Adams (en) : Debby Cosgrove

##### Années 1990
- 1992 : When the party's over de  Matthew Irmas : Amanda
- 1992 : Love Potion (Love potion N°9) de Dale Launer : Diane Farow
- 1992 : La Disparue (The Vanishing) de George Sluizer : Diane Shaver
- 1993 : Nashville Blues (The Thing Called Love) de Peter Bogdanovich : Linda Lue Linden
- 1993 : Demolition Man de Marco Brambilla : Lenina Huxley
- 1993 : Feu sur l'Amazone (Fire on the Amazon) de Luis Llosa : Alyssa Rothman
- 1993 : Deux Drôles d'oiseaux (Wrestling Ernest Hemingway) de Randa Haines : Elaine
- 1994 : Speed de Jan de Bont : Annie Porter
- 1994 : Who Do I Gotta Kill? de Frank Rainone : Lori
- 1995 : L'Amour à tout prix (While You Were Sleeping) de Jon Turteltaub : Lucy Eleanor Moderatz
- 1995 : Traque sur Internet (The Net) de Irwin Winkler : Angela Bennett
- 1996 : Pour l'amour de l'art (Two if by Sea) de Bill Bennett (en) : Roz
- 1996 : Le Droit de tuer ? (A Time to Kill) de Joel Schumacher : Ellen Roark
- 1996 : Le Temps d'aimer (In Love and War) de Richard Attenborough : Agnes Von Kurowsky
- 1997 : Speed 2 : Cap sur le danger (Speed 2: Cruise Control) de Jan de Bont : Annie Porter
- 1998 : Ainsi va la vie (Hope Floats) de Forest Whitaker : Birdee Pruitt
- 1998 : Making Sandwiches d'elle-même : Melba Club (court métrage)
- 1998 : Les Ensorceleuses (Practical Magic) de Griffin Dunne : Sally Owens
- 1998 : Le Prince d'Égypte des studios Dreamworks : Myriam (voix)
- 1998 : Welcome to Hollywood d'Adam Rifkin et Tony Markes : elle-même
- 1999 : Un vent de folie (Forces of Nature) de Bronwen Hughes : Sarah Lewis

##### Années 2000
- 2000 : Mafia parano (Gun Shy) de Eric Blakeney (en) : Judy Tipp - également productrice
- 2000 : 28 jours en sursis (28 Days) de Betty Thomas : Gwen Cummings
- 2000 : Lisa Picard is famous de Griffin Dunne : elle-même
- 2000 : Miss Détective (Miss Congeniality) de Donald Petrie : Grace Hart
- 2002 : Calculs meurtriers (Murder by Numbers) de Barbet Schroeder : Cassie Mayweather
- 2002 :  Les Divins Secrets (The Divine Secrets of the Ya-Ya Sisterhood) de Callie Khouri: Siddalee Walker
- 2002 :  L'Amour sans préavis (Two Weeks Notice) de Marc Lawrence : Lucy Kelson
- 2005 : Collision (Crash) de Paul Haggis : Jean Cabot
- 2005 : Loverboy de Kevin Bacon : Mme Harker
- 2005 : Miss FBI : Divinement armée (Miss Congeniality 2: Armed and Fabulous) de John Pasquin : Grace Hart
- 2006 : Entre deux rives (The Lake House) de Alejandro Agresti : Kate Forster
- 2006 : Scandaleusement célèbre (Infamous) de Douglas McGrath : Harper Lee
- 2007 : Premonition de Mennan Yapo : Linda Hanson
- 2009 : La Proposition (The Proposal) d'Anne Fletcher : Margaret Tate
- 2009 : All About Steve de Phil Traill : Mary Horowitz
- 2009 : The Blind Side de John Lee Hancock : Leigh Anne Tuohy

##### Années 2010
- 2011 : Extrêmement fort et incroyablement près (Extremely Loud and Incredibly Close) de Stephen Daldry : Linda Schell
- 2013 : Les Flingueuses (The Heat) de Paul Feig : Sarah Ashburn
- 2013 :  Gravity d'Alfonso Cuarón : Ryan Stone
- 2013 :  Aningaaq (court métrage) de Jonás Cuarón : Dr. Ryan Stone (voix)
- 2015 : Les Minions de Kyle Balda et Pierre Coffin : Scarlet Overkill (voix)
- 2015 : Que le meilleur gagne (Our Brand Is Crisis) de David Gordon Green : Jane Bodine
- 2018 : Ocean's 8 de Gary Ross : Debbie Ocean
- 2018 : Bird Box de Susanne Bier : Malorie

##### Années 2020
- 2021 : Impardonnable (The Unforgivable) de Nora Fingscheidt : Ruth Slater
- 2022 : Le Secret de la cité perdue (The Lost City) d'Aaron et Adam Nee : Loretta Sage / Angela
- 2022 : Bullet Train de David Leitch : Maria Beetle

#### Télévision

##### Téléfilms
- 1989 : L'Espion bionique (en) (Bionic Showdown) d'Alan J. Levi (en) : Kate Mason
- 1989 : Meurtre à Central Park (The Preppie murder) de John Herzfeld : Stacy

##### Séries télévisées
- 1989 : Starting from Scratch (it) : Barbara Webster
- 1990 : Poker d'amour à Las Vegas (Lucky Chances) : Maria Santangelo
- 1990 : Working Girl (en) : Tess McGill
- 1999 : Action : elle-même
- 2002 : Une famille du tonnerre (George Lopez) : Amy

#### Clip vidéo
- 1998 : If You Ever Did Believe de Stevie Nicks et Sheryl Crow

### Productrice
- 1996 : Mailman (court métrage)
- 1996 : Our Father
- 1998 : Ainsi va la vie
- 1999 : Trespasses (cy) (court métrage)
- 2000 : Mafia parano
- 2000 : Miss Détective
- 2002 : Calculs meurtriers
- 2002 : L'Amour sans préavis
- 2002-2007 : Une famille du tonnerre (série télévisée)
- 2004 : Sudbury (téléfilm) de Bryan Spicer
- 2005 : Miss FBI : Divinement armée
- 2009 : La proposition
- 2009 : All About Steve
- 2015 : Que le meilleur gagne
- 2018 : Bird Box
- 2021 : Impardonnable
- 2022 : Le Secret de la cité perdue d'Aaron et Adam Nee
- 2022 : Bullet Train de David Leitch

### Réalisatrice-scénariste
- 1998 : Making Sandwiches (court métrage)

## Distinctions
Note : Cette section récapitule les principales récompenses et nominations obtenues par Sandra Bullock, pour une liste plus complète, se référer au site IMDb.
Le 24 mars 2005, Sandra Bullock se voit attribuer une étoile sur le célèbre trottoir le Hollywood Walk of Fame au 6801, Hollywood Boulevard.

### Récompenses

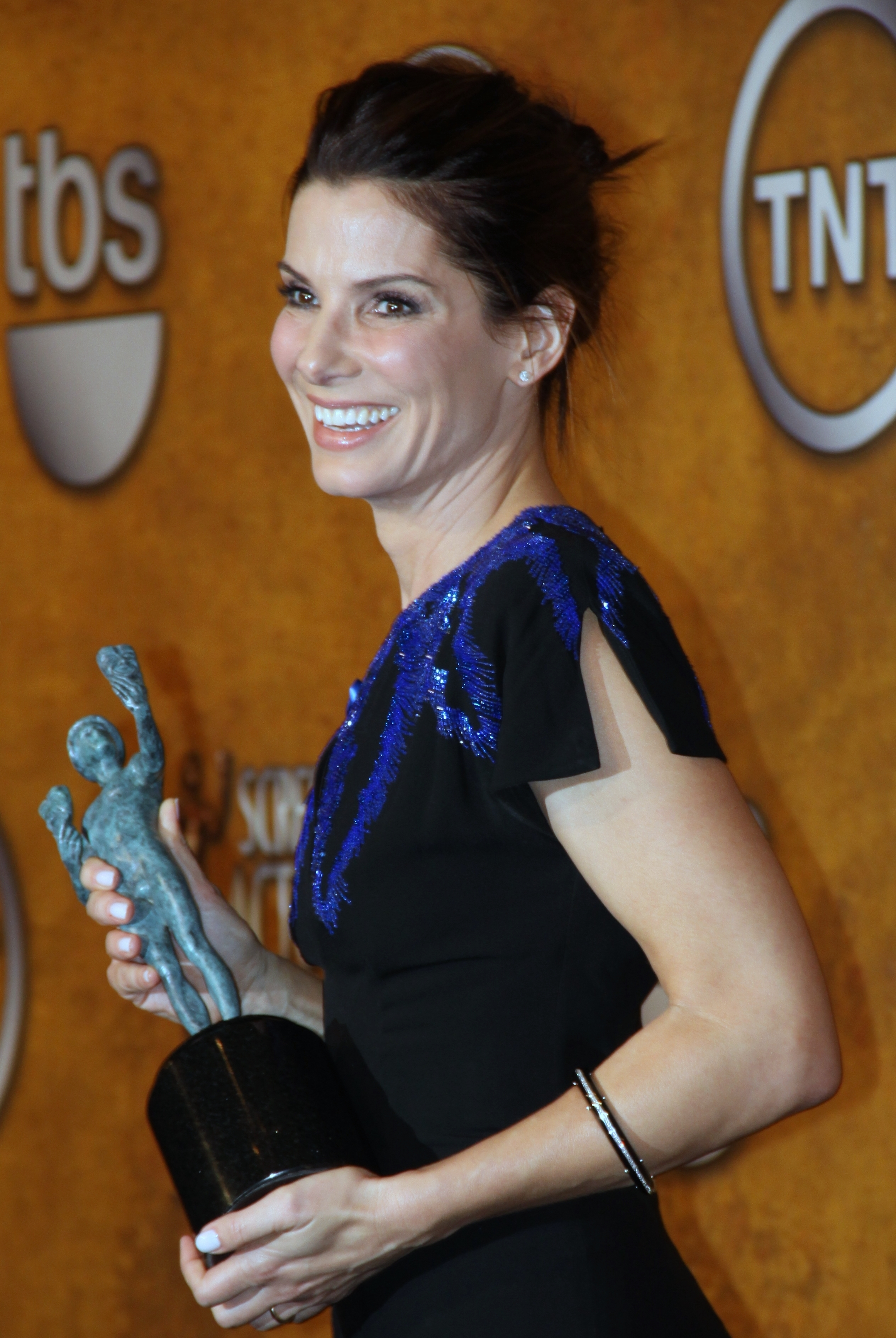
Sandra Bullock, lauréate en 2010 du Screen Actors Guild Award de la meilleure actrice.

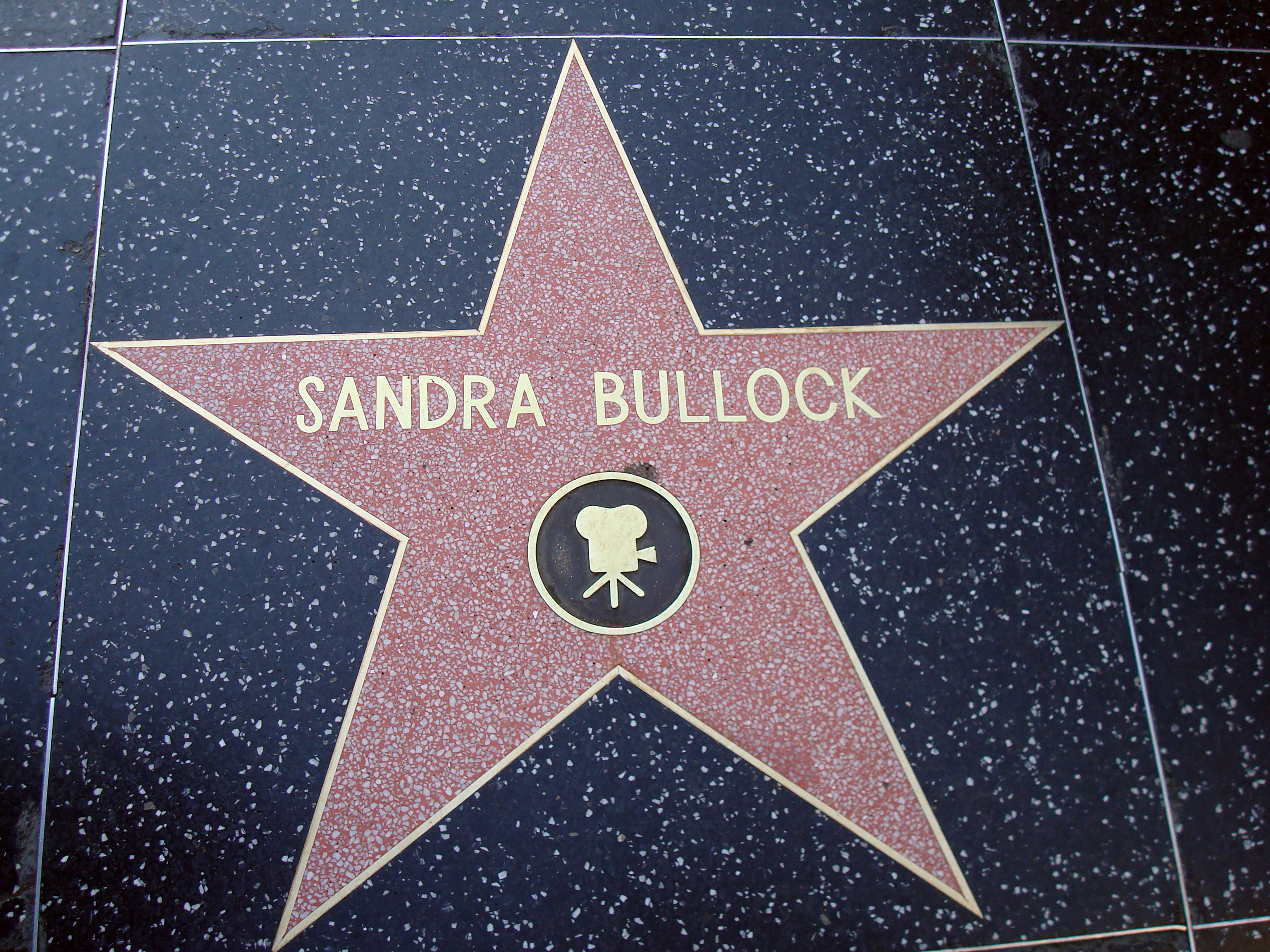
L'étoile de l’actrice sur le Walk of Fame de Hollywood Boulevard.

- Jupiter Awards 1994 : meilleure actrice internationale pour Speed
- Blockbuster Entertainment Awards 1995 : meilleure actrice pour Speed
- Bravo Otto 1995 : meilleure actrice
- Jupiter Awards 1995 : meilleure actrice internationale pour L'amour à tout prix
- MTV Movie Awards 1995 :
  - meilleure actrice pour Speed
  - meilleur duo pour Speed, partagé avec Keanu Reeves
  - actrice la plus désirable pour Speed
- Golden Apple Awards 1995 : révélation féminine de l'année
- Saturn Awards 1995 : meilleure actrice pour Speed
- Bravo Otto 1996 : meilleure actrice
- Jupiter Awards 1996 : meilleure actrice internationale pour Traque sur internet et Le droit de tuer ?
- People's Choice Awards 1996 : actrice préférée
- ShoWest Convention 1996 : actrice de l'année
- Blockbuster Entertainment Awards 1997 : meilleure actrice dans un film à suspense pour Le Droit de tuer ?
- People's Choice Awards 1997 : actrice préférée
- Festival des films du monde 1998 : prix pour l'ensemble de sa carrière
- Prix Joseph-Plateau 1999 : award d'honneur
- Lone Star Film and Television Awards 1999 : meilleure actrice pour Ainsi va la vie
- People's Choice Awards 1999 : actrice préférée
- Teen Choice Awards 1999 : meilleure actrice dans une comédie pour Un vent de folie
- American Comedy Awards 2000 : meilleure actrice dans une comédie pour Miss Détective
- Bambi Awards 2000 : meilleur film international pour 28 jours en sursis
- Blockbuster Entertainment Awards 2001 : meilleure actrice dans une comédie pour Miss Détective
- ShoWest Convention 2001 : actrice de l'année
- Teen Choice Awards 2001 : meilleure destruction pour Miss Détective
- Hasty Pudding Theatricals 2004 : femme de l'année
- Festival du film de Virginie 2004 : Virginia Film Award
- Gotham Awards 2005 : meilleure distribution pour Collision
- Hollywood Film Awards 2005 : meilleure distribution pour Collision
- People's Choice Awards 2005 : star féminine préférée
- Teen Choice Awards 2005 : meilleure actrice dans une comédie pour Miss FBI - Divinement armée
- Women in Film Crystal Awards (en) 2005 : Crystal Award
- Critics' Choice Movie Awards 2006 : meilleure distribution pour Collision
- Hollywood Film Awards 2006 : meilleure actrice dans un second rôle pour Scandaleusement célèbre et Entre deux rives
- People's Choice Awards 2006 : star féminine préférée
- Screen Actors Guild Awards 2006 : meilleure distribution pour Collision
- Teen Choice Awards 2006 : meilleur baiser pour Entre deux rives, partagé avec Keanu Reeves
- Costume Designers Guild 2007 : President's Award
- Critics Choice Awards 2010 : meilleure actrice pour The Blind Side
- Golden Globes 2010 : meilleure actrice dans un film dramatique pour The Blind Side
- MTV Movie & TV Awards 2010 : MTV Generation Award
- Oscars 2010 : meilleure actrice pour The Blind Side
- People's Choice Awards 2010 : actrice préférée
- Razzie Awards 2010 :
  - pire actrice pour All About Steve
  - pire couple à l'écran pour All About Steve, nomination partagée avec Bradley Cooper
- Rembrandt Awards 2010 : meilleure actrice internationale pour La proposition
- Festival international du film de Santa Barbara 2010 : American Riviera Award
- Screen Actors Guild Awards 2010 : meilleure actrice pour The Blind Side
- Teen Choice Awards 2010 : 
  - meilleure danse pour La Proposition, partagée avec Betty White
  - meilleure actrice dans un film dramatique pour The Blind Side
  - meilleure actrice dans une comédie romantique pour La proposition
- Alliance of Women Film Journalists 2011 : Humanitarian Activism Award, prix partagé avec Sean Penn
- Africain-American Film Critics Association Awards 2013 : meilleure actrice pour Gravity
- Alliance of Women Film Journalists Awards 2013 :
  - meilleure actrice défiant âge et âgisme[pas clair] pour Gravity
  - Kick Ass Award de la meilleure actrice de film d'action pour Gravity
- Hollywood Film Awards 2013 : actrice de l'année Gravity
- Houston Film Critics Society Awards 2013 : meilleure actrice pour Gravity
- Kansas City Film Critics Circle Awards 2013 : meilleure actrice pour Gravity
- MTV Movie Awards 2013 : prix pour l'ensemble de sa carrière
- Rembrandt Awards 2013 : meilleure actrice internationale pour La Proposition
- Teen Choice Awards 2013 :
  - meilleure actrice dans une comédie pour Les Flingueuses
  - meilleure alchimie pour Les Flingueuses, partagée avec Melissa McCarthy
- Critics' Choice Awards 2014 : meilleure actrice dans un film d'action pour Gravity
- Festival international du film de Palm Springs 2014 : Desert Palm Achievement Award pour Gravity (ex æquo avec Matthew McConaughey)
- Jupiter Awards 2014 : meilleure actrice internationale pour Gravity
- North Texas Film Critics Association Awards 2014 : meilleure actrice pour Gravity
- People's Choice Awards 2014 :
  - actrice préférée
  - actrice dramatique préférée
  - actrice comique préférée
  - duo d'acteurs préféré pour Gravity, partagé avec George Clooney
- Saturn Awards 2014 : Meilleure actrice pour Gravity
- People's Choice Awards 2016 : actrice de film d'action préférée

### Nominations
- Razzie Awards 1994 : pire actrice dans un second rôle pour Demolition Man
- Chicago Film Critics Association 1995 : meilleur espoir féminin pour Speed
- Kids' Choice Awards 1995 : meilleure actrice pour Speed (1994)
- MTV Movie Awards 1995 : meilleur baiser pour Speed (1994) partagé avec Keanu Reeves
- American Comedy Awards 1996 : actrice la plus drôle pour L'Amour à tout prix
- Golden Globes 1996 : meilleure actrice dans un film musical ou une comédie pour L'Amour à tout prix
- MTV Movie Awards 1996 :
  - actrice la plus désirable pour Traque sur Internet
  - meilleure actrice pour L'Amour à tout prix
  - actrice la plus désirable pour L'Amour à tout prix
- Bravo Otto 1997 : meilleure actrice
- MTV Movie & TV Awards 1997 : meilleure interprétation féminine pour Le droit de tuer?
- Bravo Otto 1998 : meilleure actrice
- People's Choice Awards 1998 : star féminine préférée
- Razzie Awards 1998 : 
  - pire actrice pour Speed 2
  - Pire couple à l'écran pour Speed 2, nomination partagée avec Jason Patric
- Bravo Otto 2000 : meilleure actrice
- Blockbuster Entertainment Awards 2000 : meilleure actrice dans une comédie romantique pour Un vent de folie
- Kids' Choice Awards 2000 :
  - meilleure actrice pour Un vent de folie
  - meilleur couple pour Un vent de folie, partagé avec Ben Affleck
- People's Choice Awards 2000 : star féminine préférée
- Bravo Otto 2001 : meilleure actrice
- Golden Globes 2001 : meilleure actrice dans un film musical ou une comédie pour Miss Détective
- Satellite Awards 2001 : meilleure actrice dans un film musical ou une comédie pour Miss Détective
- Teen Choice Awards 2001 : meilleure actrice dans une comédie d'action pour Miss Détective
- Teen Choice Awards 2002 : meilleure actrice dans un film dramatique pour Les Divins Secrets
- People's Choice Awards 2003 : star féminine préférée
- Teen Choice Awards 2003 : meilleure actrice dans une comédie pour L'Amour sans préavis
- Gotham Awards : meilleure distribution pour Collision, partagé avec Don Cheadle, Matt Dillon, Jennifer Esposito, William Fichtner, Brendan Fraser, Terrence Howard, Ludacris, Thandie Newton, Ryan Phillippe, Larenz Tate, Nona Gaye et Michael Peña
- Teen Choice Awards 2005 : meilleure scène de danse pour Miss FBI : Divinement armée, partagé avec Regina King
- People's Choice Awards 2007 : star féminine préférée
- People's Choice Awards 2008 : star féminine préférée
- Dallas-Fort Worth Film Critics Association Awards 2009 : meilleure actrice pour The Blind Side
- Houston Film Critics Society Awards 2009 : meilleure actrice pour The Blind Side
- San Diego Film Critics Society Awards 2009 : meilleure actrice pour The Blind Side
- Satellite Awards 2009 : meilleure actrice dans un film comique ou musical pour The Blind Side
- Teen Choice Awards 2009 : meilleure actrice dans un film pour La Proposition
- 2009 : Washington DC Area Film Critics Association Awards : meilleure actrice pour The Blind Side
- Denver Film Critics Society 2010 : meilleure actrice pour The Blind Side
- Golden Globes 2010 : meilleure actrice dans un film musical ou une comédie pour La Proposition
- Image Awards 2010 : meilleure actrice pour The Blind Side
- Kids' Choice Awards 2010 :
  - meilleure actrice pour The Blind Side
  - meilleure actrice pour La Proposition
- MTV Movie & TV Awards 2010 : 
  - meilleure interprétation féminine pour The Blind Side
  - meilleure interprétation comique pour La proposition
  - meilleur baissier pour La proposition, nomination partagée avec Ryan Reynolds
- People's Choice Awards 2010 : meilleur duo dans une comédie romantique pour La Proposition (film, 2009, partagé avec Ryan Reynolds
- Teen Choice Awards 2010 : meilleure alchimie et meilleur baiser pour La Proposition, partagé avec Ryan Reynolds
- Alliance of Women Film Journalists 2012 : Humanitarian Activism Award
- Georgia Film Critics Association 2012 : meilleure actrice pour Extrêmement fort et incroyablement près
- Teen Choice Awards 2012 : meilleure actrice dans un film dramatique pour Extrêmement fort et incroyablement près
- Alliance of Women Film Journalists 2013 :
  - Femme de l'année
  - meilleure actrice pour Gravity
- Chicago Film Critics Association Awards 2013 : meilleure actrice pour Gravity
- Dallas-Fort Worth Film Critics Association Awards 2013 : meilleure actrice pour Gravity
- Dublin Film Critics' Circle 2013 : meilleure actrice pour Gravity
- Indiewire 2013 : meilleure actrice pour Gravity
- Phoenix Film Critics Society Awards 2013 : meilleure actrice pour Gravity
- San Diego Film Critics Society Awards 2013 : meilleure actrice pour Gravity
- San Francisco Film Critics Circle 2013 : meilleure actrice pour Gravity
- Satellite Awards 2013 : meilleure actrice pour Gravity
- St. Louis Film Critics Association 2013 : meilleure actrice pour Gravity
- Utah Film Critics Association 2013 : meilleure actrice pour Gravity
- Village Voice Film Poll 2013 :meilleure actrice pour Gravity
- Washington DC Area Film Critics Association Awards 2013 : meilleure actrice pour Gravity
- American Comedy Awards 2014 : meilleure actrice pour Les flingueuses
- Broadcast Film Critics Association Awards 2014 : 
  - meilleure actrice dans une comédie pour Les Flingueuses
  - meilleure actrice pour Gravity
- British Academy Film Awards 2014 : meilleure actrice pour Gravity
- Denver Film Critics Society 2014 : meilleure actrice pour Gravity
- Empire Awards 2014 : meilleure actrice pour Gravity
- Golden Globes 2014 : meilleure actrice dans un film dramatique pour Gravity
- Georgia Film Critics Association 2014 : meilleure actrice pour Gravity
- London Critics Circle Film Awards 2014 : meilleure actrice de l'année pour Gravity
- Kids' Choice Awards 2014 : meilleure actrice dans un film pour Gravity
- Oscars 2014 : meilleure actrice pour Gravity
- MTV Movie & TV Awards 2014 : meilleure actrice pour Gravity
- People's Choice Awards 2014 : meilleur duo pour Les Flingueuses, partagé avec Melissa McCarthy
- Screen Actors Guild Awards 2014 : meilleure actrice pour Gravity
- Seattle Film Critics Association 2014 : meilleure actrice pour Gravity
- Teen Choice Awards 2014 : meilleure actrice dans un film dramatique pour Gravity
- Vancouver Film Critics Circle 2014 : meilleure actrice pour Gravity
- Kids' Choice Awards 2016 : voix préférée dans un film d'animation pour Minions

## Voix francophones
En France, Françoise Cadol, est la voix française régulière de Sandra Bullock. Anneliese Fromont et Déborah Perret l'ont également doublée respectivement à sept et quatre reprises.
Au Québec, Hélène Mondoux est la voix québécoise régulière de l'actrice.